# Renealmia maculata
Renealmia maculata är en enhjärtbladig växtart som beskrevs av Otto Stapf. Renealmia maculata ingår i släktet Renealmia och familjen Zingiberaceae. Inga underarter finns listade i Catalogue of Life.